# ناوچه کلاس زاکسن
ناوچه کلاس زاکسن (به انگلیسی: Sachsen-class frigate) یک کلاس از کشتی است که طول آن 143.0m می‌باشد.